# Kaffefilter

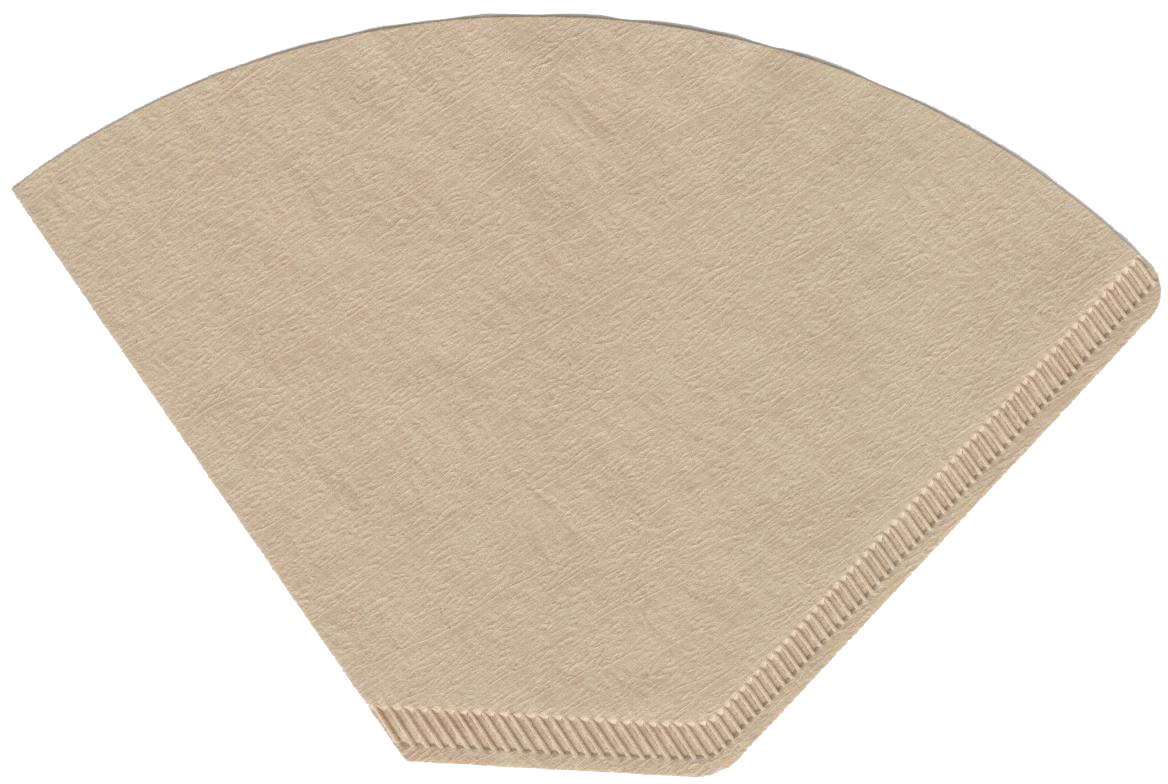
Oanvänt kaffefilter.

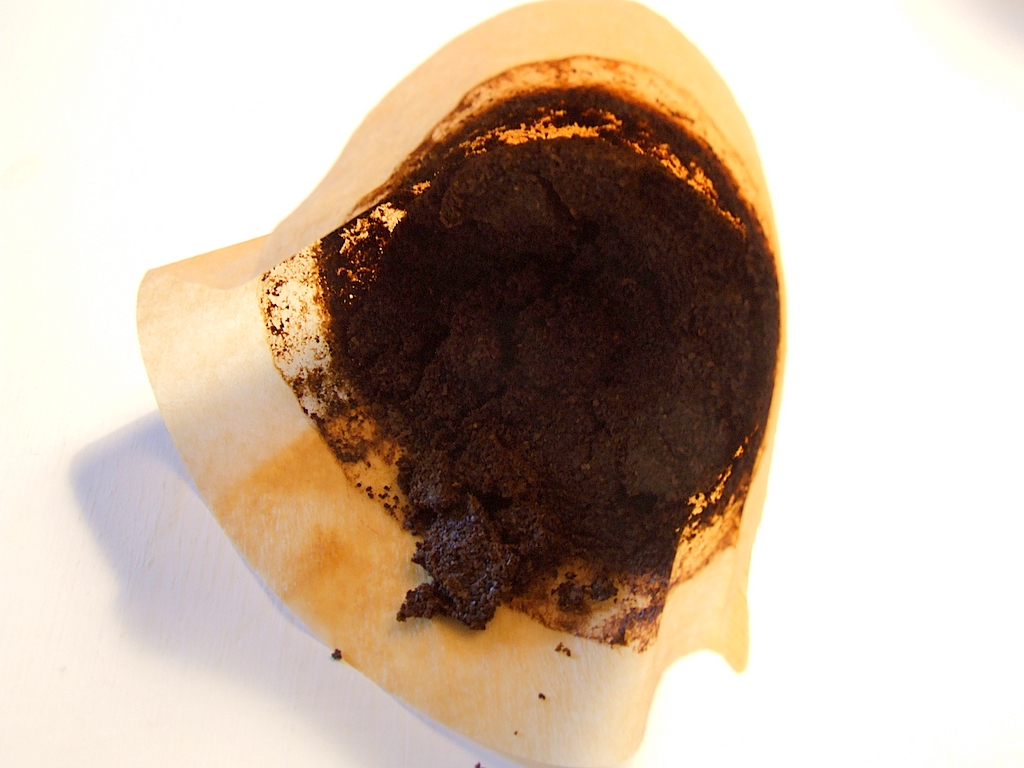
Använt kaffefilter.

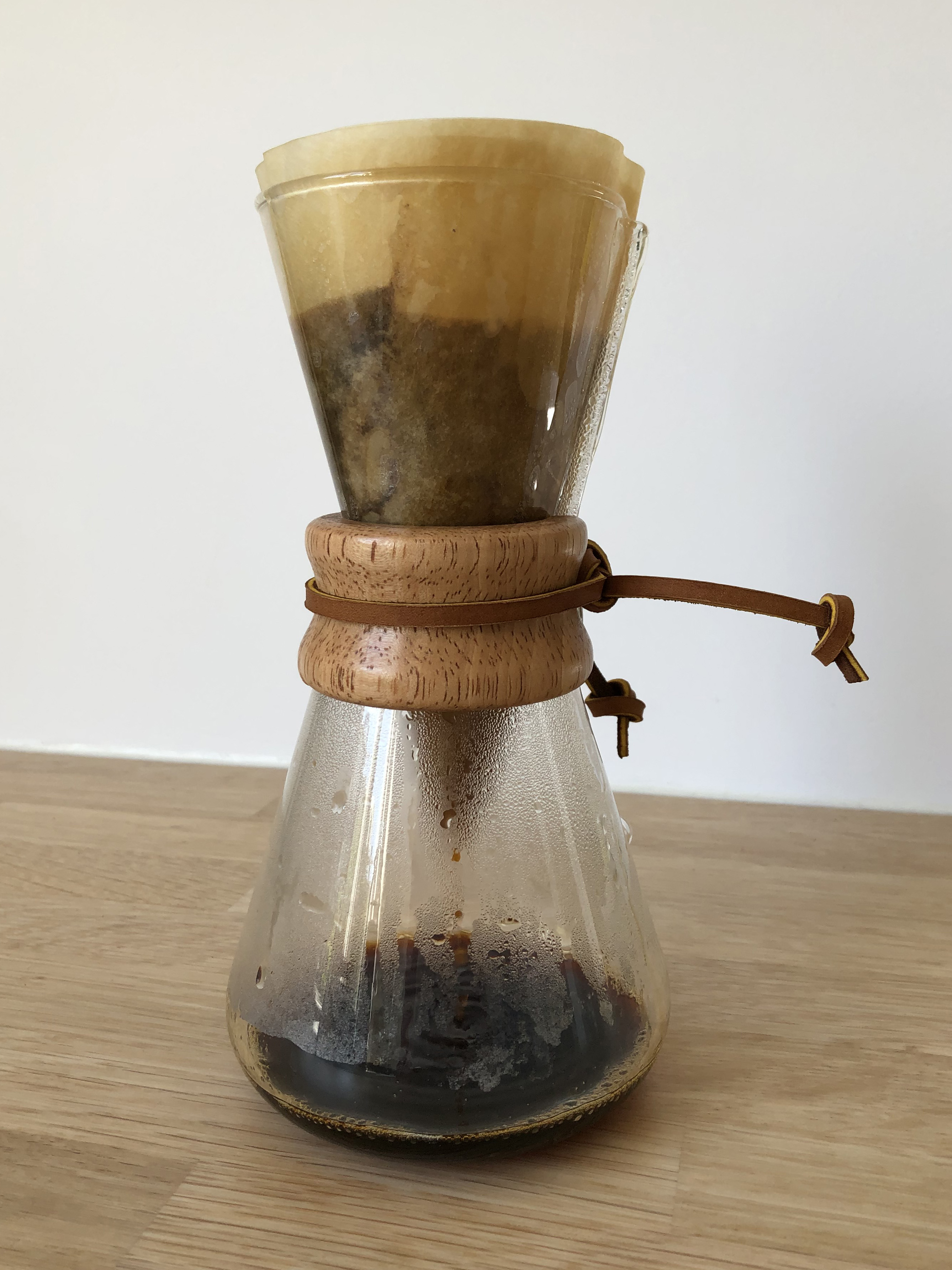
Kanna för att göra filterbryggt kaffe utan kaffebryggare.

Kaffefilter är ett trattformat filter av papper som används för att skilja kaffevätskan och sump när man brygger kaffe. Kaffefiltret uppfanns 1908 i Dresden av Melitta Bentz, som genom sina barns skolböcker fick idén att använda det inlagda läskpapperet som filter för att slippa sump i sitt kaffe. Efter henne och hennes företag Melitta kommer synonymen Melittafilter. Kaffefilter förknippas främst med kaffebryggare men det förekommer även andra metoder för att filterbrygga kaffe.

## Användning
Sedan kaffefiltret har placerats i kaffebryggaren fylls det med malda kaffebönor. När det heta vattnet rinner igenom, hindrar filtret de finmalda bönorna att passera till uppsamlingskärlet. Efteråt kallas de återstående malda bönorna för sump och kan slängas tillsammans med filtret i komposten.

## Andra slags trattar
Det finns runda kaffefilter för kaffebryggare och trattformade filter i olika storlek för att passa lösa bryggtrattar i olika storlekar. Storlekarna är dimensionerade efter mängden kaffe som ska bryggas per tillfälle. Filter för större kaffebryggare som förekommer i offentliga miljöer eller kontorsmiljö kan ha olika utseende beroende på vilken funktion de behöver ha.

Olika sorters kaffefilter
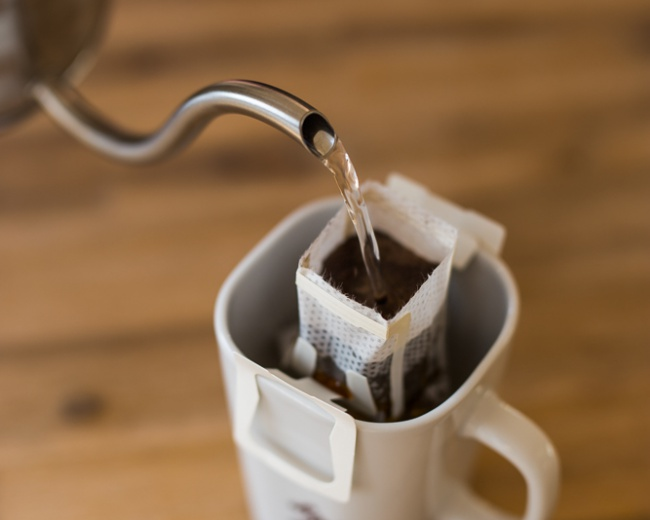
Litet filter för en kopp.
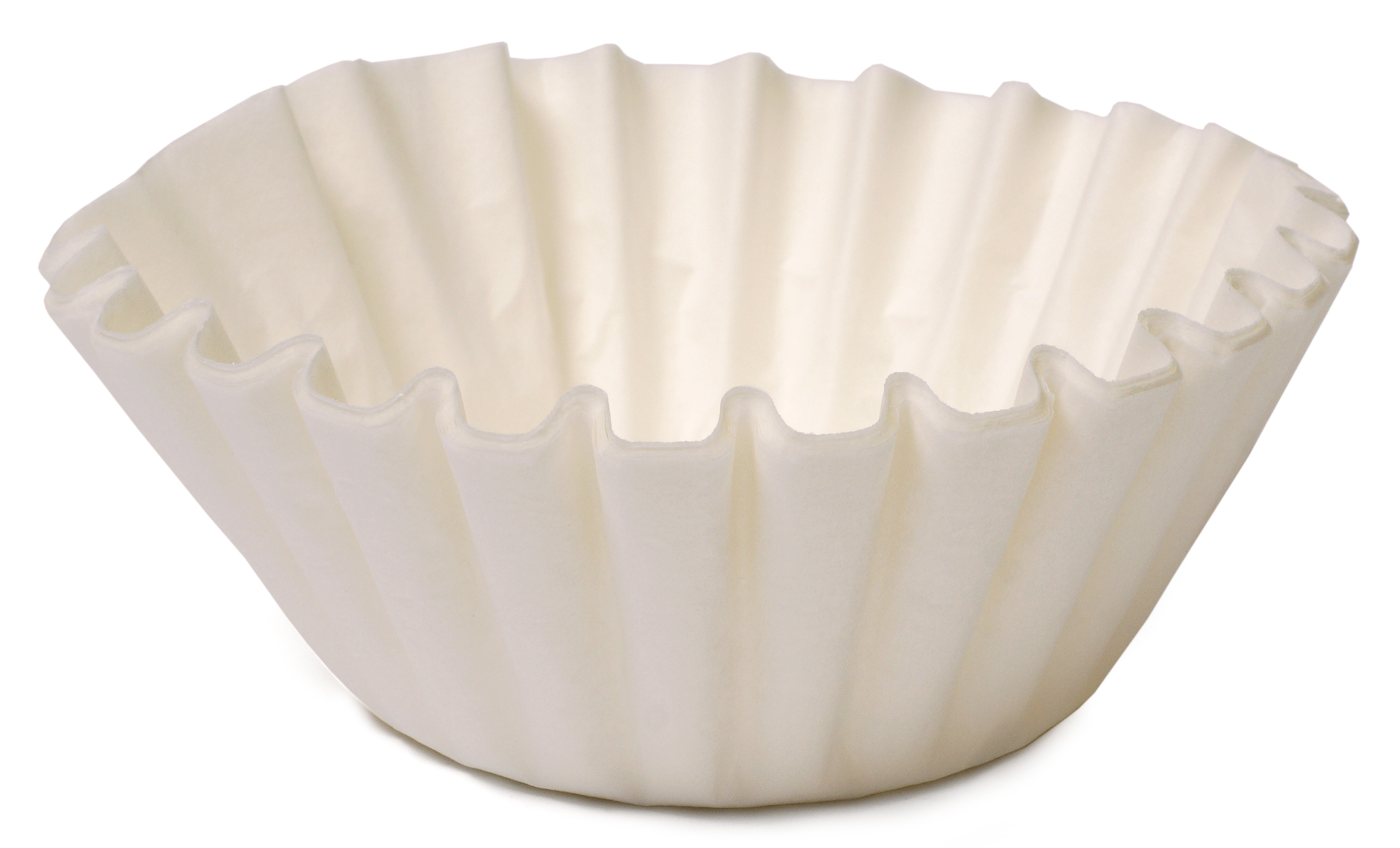
Stort filter.

## Filterstorlekar
Filter med beteckningarna 1×2, 1×4 och 1×6 har samma vinkel men olika höjd – cirka 100, 125 respektive 150 mm. Filter med beteckningarna 101 och 102 har en mindre vinkel och höjder på cirka 95 respektive 115 mm.

## Hälsa
Filtrerat kaffe heter bryggkaffe och anses vara mer hälsosamt än kokat kaffe från vilket sumpen avlägsnas på annat sätt.